# Insieme – Democrazia Civica
Insieme – Democrazia Civica (in slovacco SPOLU – občianska demokracia) è un partito politico liberal-conservatore e ambientalista slovacco. È stato istituito nel 2018.

## Storia
SPOLU è stato presentato il 17 novembre 2017 dall'ex sottosegretario di Sieť Miroslav Beblavý, che ha lasciato il partito per protestare contro la decisione di entrare a far parte del governo guidato da Smer, e dall'ex sottosegretario del partito liberale SaS Jozef Mihál.
Il partito si presenta come un partito di centrodestra filo-europeo, incentrato su un'economia moderna, un'assistenza sanitaria accessibile e un sistema educativo funzionale.
Il Consiglio Fondatore di SPOLU è composto da parlamentari indipendenti del Consiglio Nazionale della Repubblica Slovacca ed ex membri di Sieť, SaS e OĽaNO, tra cui Oto Žarnay, Jozef Mihál, Simona Petrík, Viera Dubačová, Miroslav Beblavý, Katarína Macháčková e l'avvocato Pavel Nechala di Transparency International.
Il congresso di fondazione del partito si è tenuto il 14 aprile 2018 a Poprad. Miroslav Beblavý è stato eletto suo leader. Katarína Macháčková e Jozef Mihál sono stati eletti vice leader, con il terzo vice leader Erik Baláž, fondatore della campagna ambientalista We are the forest e destinatario del premio White Crow 2017 per la lotta alla corruzione.